# Citera
A citera magyar népi húros hangszer, amelyet pengetéssel szólaltatnak meg. Játék közben asztalra fektethető, legegyszerűbb változatában téglalap alakú hasáb formájú.
A citerafélék családjába tartozó hangszerek a világ szinte minden táján megtalálhatóak, gyakran egymástól nagymértékben eltérő méretű és formájú hangszerek tartoznak ide. A citerák fontos közös jellemzője, hogy a húrok a hangszertest felett húzódnak végig, nyakuk nincsen
A magyar citera zömében mixolid hangsorú, kvintelő hangszer. Transzponálás nélkül harmonikusan szól rajta a C-dúr, d-dúr, g-mixolid típusú dallam. A kísérőhúrok nélkül szinte bármi lejátszható rajta.
A ma leggyakrabban elterjedt változat a "Dunántúli hasas" és az "Alföldi kölyökfejes" citeratípus keveréke.

## Eredete

### Magyarországon
A közhiedelemmel ellentétben, nincs arra vonatkozó megbízható adatunk, hogy a honfoglaló magyarság használt volna a néphagyományból ismert citerafélékkel rokonítható, pláne nem azokkal történeti kapcsolatba hozható citera típusokat. Habár a Gesta Hungarorum 46. fejezetében található „Et omnes symphonias atque dulces sonos cythararum et fistularum cum omnibus cantibus ioculatorum habebant ante se.” szövegrészben található cythara alakban némelyek a citerát vélik felfedezni, de a középkori hangszerelnevezések nyelvészeti elemzése inkább arra mutat, hogy az Anonymus által említett cythara hangszernév a kora középkorban elterjedt, vonóval is megszólaltatott kithara, a Cythara Teutonica lehetett. Emellett a korszak hangszerábrázolásainak az elemzése arra enged következtetni, hogy ebben az időszakban húros hangszer jelentéstartalommal kithara-nak nevezték a hárfát, lo.  „Hortus Deliciarium” (1167-85) és a citerákhoz hasonló, de azokkal történetileg nem rokonítható pszaltériumokat is, lo. „De rerum naturis” (842-847).
Magyar nyelvterületről a citera legkorábbi leírása Balla Antal 1774-es zeneelméleti írásának „Az Tombora és Czimbalom honnét vette eredetét” fejezetében olvasható, ahol a monochord készítésének leírásában a „citera” szó helyett a „tombora” elnevezés szerepel és nem véletlen, hogy a tambura kifejezés az 1940-50-es évekig a citera általános elnevezése volt az Alföldön. Szintén az ún. hasábcitera „tambura” elnevezését látszik igazolni, hogy az Udvarhely (Hargita) megyei Etéden használt timbora, amit már Orbán Balázs is leírt, egy éllel összeenyvezett, falapokból álló, hat fakulcsos húrrögzítésű hasábcitera jellegű népi zeneszerszám.
A manapság használt citera elnevezés csak a 19. század első felében a Dunántúlon megjelenő salzburgi citera típussal együtt kezd elterjedni. A hasábciterák ősének tekinthető Scheitholtból a keleti Alpokban a fejlődött ki a 18. század végén az ún. Mittenwaldi forma, ami egy diatonikus, fogólappal ellátott, jellegzetes körte alakú hangszertestű citera típus. A hangszertest formai változásához a lanttípusú ciszter szolgálhatott mintául, amelynek elnevezése szintén indirekt kapcsolatba hozható a citerával.  Ugyanebben az időszakban megjelent Halleinban egy hasas-kisfejes kiképzésű, diatonikus fogólappal ellátott citeraforma, amelyet a közeli nagyvárosról salzburgi citera típusnak neveznek és amely típus morfológiailag egyértelműen rokonítható a Dunántúl területén elterjedő népi elnevezéssel hasas citera típussal.

### Európa
Habár a Kínában elterjedt guqin/kucsin (’ősi csin’) elnevezésű, 7 húros, domború hangszertestű citera típus a legendák szerint 3000 éves múltra tekint vissza, az adatok áttekintése kétségessé teszik, hogy a távol-keleti citeratípusok Európába is eljutottak volna. A távol-keleti, domború hátú citeratípusok felépítése a korábbi, idiochord, bambuszból készült változatokkal magyarázható, és ezek Délkelet-Ázsiából terjedtek el északi irányba és jutottak el kínai nyelvterületre. Az európai lapos citerák azonban morfológiailag eltérő típusok, és eddigi adataink szerint Európában nincs nyoma a távol-keleti, domború kialakítású citeratípusoknak.
A történeti adatok áttekintése arra enged következtetni, hogy az európai citera valószínűsíthetően az ókori monochordból fejlődött ki, amely a püthagoreus kor találmánya volt. A monochord hangközjelekkel ellátott hosszúkás doboz, amely fölé egy húrt feszítettek, és húr alatt levő mozgatható húrlábbal a húr hossza tetszés szerint osztható volt és nem a zenélés volt a célja, hanem a húr, különböző hangközeinek megfelelő bemutatására szolgált. A kora középkorban, a keresztény monostorokban a monochordot szintén hasonló funkcióban használták és a legkorábbi ábrázolása 1100-ból, az augsburgi Szt.Ulrik és Szt. Afra apátság kéziratából ismert. A monochord fontosságát igazolja, hogy a korszak legismertebb zeneteoretikusát, Arezzói Guidót és pártfogóját, Theobald püspököt szintén egy monochorddal ábrázolják egy 12. századra datált délnémet kézirat miniatúráján. De már a 11. században a Ruhr vidéki Werden apátságban készített zsoltár egyik miniatúráján jól látható, hogy a monochordot a vonós lírával és a pszaltériummal együtt tánckísérő hangszerként is alkalmazzák.  
A 14. század végéről a már citeraként alkalmazott hangszertípus korai ábrázolása a Westminsteri katedrális káptalani gyűléstermének 1380-as években készített freskóján is látható, ahol az egyik zenélő angyal egy kéthúros a monochorhoz hasonló felépítésű hangszeren játszik. Amint az Johannes Aventinus (Johann Georg Turmair) 1516-ban, Augsburgban kiadott „Musicae rudimenta…” című művében, Nikolaus Faber által készített „Schema monochordi” című képéről kiderül, a „monochord” ebben az időszakban már két vagy háromhúros.  Az alpesi citera hangszertípus népi hangszerként való alkalmazása Svájcból 1499-ből adatolható, ahol Thomas Platter leírásában egy cserépdobozra erősített, felhúrozott hangszert fadarabbal vagy ujjakkal pengetve szólaltattak meg.
Dánia déli részén, Fyn szigetén található Rynkeby, amelynek templomi freskóján 31 zenélő angyal közül az egyik hosszú, vékony három húros citera típusú hangszeren játszik.  Az 1560-ra datált ábrázoláson látható hangszertípus valószínűleg a Langeleg vagy Hummel hasáb citeratípusok egyik korai formája, amely főleg a protestáns északi népek körében terjedt el. A típus későbbi jellegzetessége, hogy a húrok feszességét a vonós hangszerekhez hasonló kialakítású kulcsszekrénnyel lehet szabályozni. Ehhez hasonló citera típusok Franciaországban a Vogézek környéki épinette des Vosges és az alpesi népek körében elterjedt Scheitholt. Ez utóbbi hangszerelnevezés az alnémet Scheitholt ’hasáb fa’ kifejezésből származik, ami Michael Praetorius „Syntagma Musicum II.” című, a kor hangszereit bemutató könyvében vágáns, csavargó hangszerként szerepel. A történeti adatok áttekintése pedig arra mutat, hogy ez a hasábcitera típus terjedt el a 18. század folyamán cseh, morva és szlovák közvetítéssel, először az Alföldön, majd a magyar nyelvterület nagy részén.

### Távol-Kelet

#### Kína
Az úgynevezett Cs'in citera, Kína egyik legősibb hangszere, a kultúra és a civilizáció jelképe. Pengetővel szólaltatják meg hét húrját. A húrokat nem támasztja alá egyetlen láb sem.

#### Korea
Koreában több, citerához hasonlító hangszer is létezik, például a kajagum és a komungo.

## Felépítése

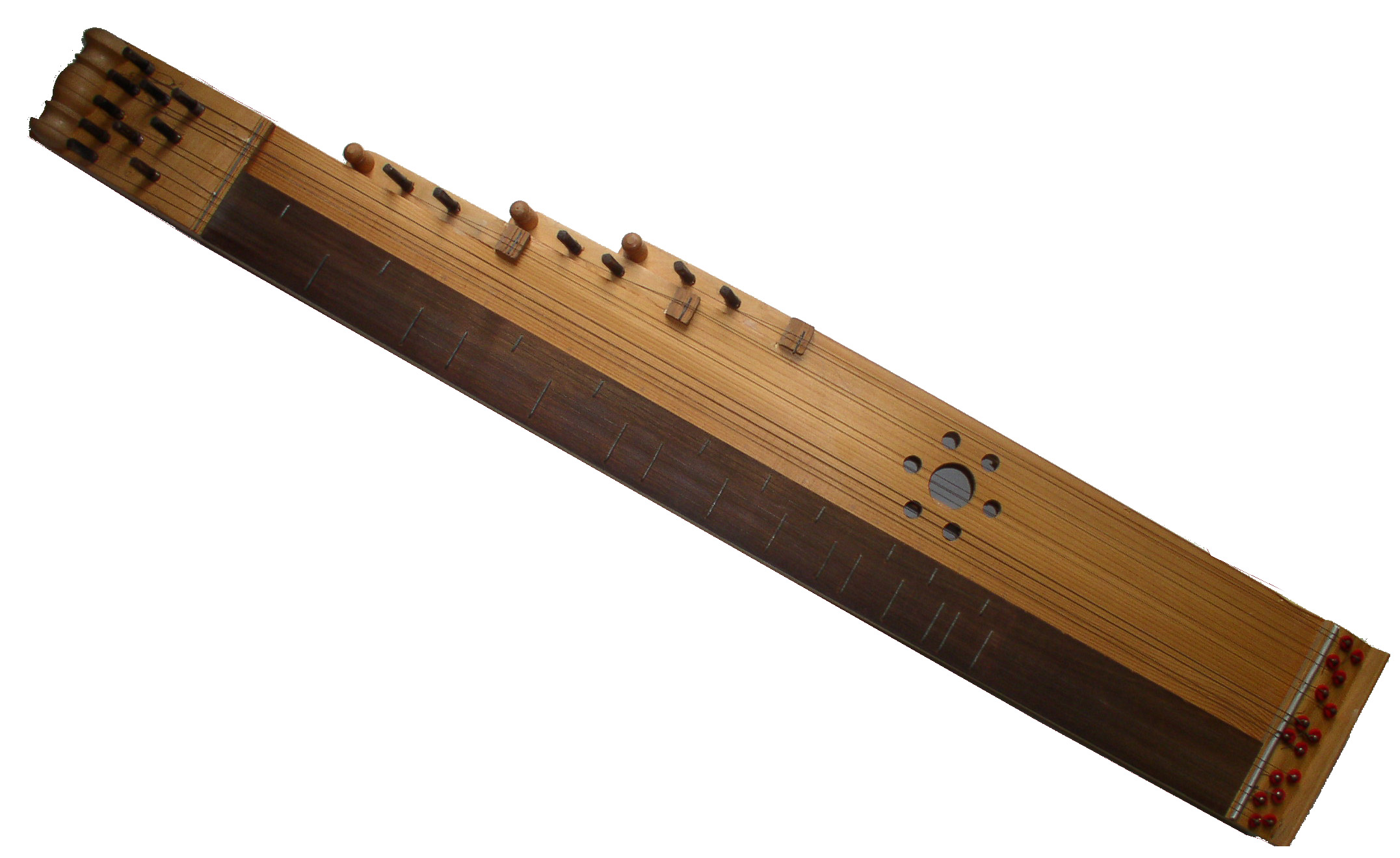
Citera

A hangszer nagyjából téglalap alakú. Hossza körülbelül fél méter. Az egyik hosszanti oldala egyenes vonalú. Itt helyezkedik el a fogólap (menzúra).
A fogólapon egymástól különböző távolságra helyezkedik el a két sor érintő. A külső soron a hét törzshang van, két és fél oktáv szélességben. A belsőn a kromatikus hangok találhatók. A két hangsor egymáshoz való viszonya megegyezik a zongorán található fekete és fehér billentyűk szerepével. A fogólap mellett jobb oldalon van az oldalrész, itt pengetnek.
A citera jobb kezünk felőli végében találjuk a húrtartó szegeket, a bal felőliben a fejet. Itt vannak a hangolószegek. Ezekre vannak hangolókulccsal rátekerve a húrok, és itt lehet a húr mélységét, magasságát beállítani, tehát hangolni. A szemben lévő oldal a fejtől lépcsőzetesen szélesedik. Az oldalrészek által bezárt korpuszt hangszertestnek vagy hangszekrénynek nevezik. A hangszekrény két végén két húremelő bak is van, ami a húrokat emelni hivatott. A citeráknak három lábuk van, kettő a fogólap felőli két végén, a harmadik a szemben lévő oldal közepén. A lábak magassága körülbelül 5–6 mm, átmérője 8–10 mm, céljuk az egyenlőtlenségek kiküszöbölése és a csúszásgátlás. A fejeket gyakran díszítik faragással.

### Húrozás
Három csoportba sorolhatók, citerától (készítőtől, mérettől) függően az egyes csoport húrjainak száma változhat.
- Dallamhúrok (3-4 db a diatonikus fogólaprészen, 2-3 a pentaton fogólaprészen)
- Basszushúrok (ált. 3db)
- Kölyökhúrok (zengőhúrok) (ált. 3 pár)

### Fajtái
- Dunántúli hasas citera, ami a legfelső kölyökfej után hirtelen kidomborodik
- Alföldi kölyökfejes citera

## Pengetése
A citera pengetésére 40-50 évvel ezelőtt kizárólag kihegyezett tollat (szárny és faroktollat) használtak. Ezt mára teljesen kiszorította a szabvány háromszög alakú, közepes keménységű műanyag pengető.

### A nyomó
Régen a húrokat kizárólag nyomóval szorították le.
- Tollnyomó, a pengetésre is használt tollat lefaragták, és farudacskát nyomtak bele
- Fanyomó, díszesen, legtöbbször ember alakúra faragták

Használat előtt mindkettőt megfaggyúzták. Előnye: a csúsztatások, glissandók szépek. Hátránya: a díszítéseket, gyors futamokat nehezebb vagy lehetetlen vele kijátszani.

## A citerán megszólaltatható hangsorok, hangnemek
Korlátozott a hangszeren játszható hangnemek száma. Ez abból adódik, hogy a kísérőhúrok az alaphang felhangjaira vannak hangolva, így más záróhang nehezen képzelhető el, hiszen nem kapjuk a tökéletes befejezés érzetét. Bizonyos esetekben disszonáns hangzást idézhetünk elő a citerán nem játszható hangnemben való játék esetén, amikor is egy hangnemben olyan hangok vannak, amelyek a zengőhúrokkal történő együtthangzáskor disszonáns hangközöket szólaltatnak meg. A dallam záróhangjának a citerán az írott "C" hangnak kell lennie. A kísérőhúrok is ennek a hangnak a felhangjaira vannak felhangolva. Kivételes esetben lehetséges a „G”-re történő dallamzárás a kvartszextes- mixolíd és a kvartszextes- fríg hangnemek esetében.
A hangnemek korlátozottsága nem tesznek lehetővé dallamokon belüli modulációkat. Ez a magyar népzene esetében nem jelent problémát, hiszen dallamkincsünk többsége nem él hangnemi kitérésekkel, illetve a kivételes modulációk azonos alaphangú hangnemben maradnak. Modulációs gondok olyan táncdallamoknál lehetnek, amelyek klasszicista mintájú periódusépítkezésűek. Itt ugyanis domináns hangnemi kitérések vannak. A hangszer hangolása és a rajta játszható hangnemek lehetővé teszik az ének kísérését.
A nem hétfokú gyermekdalok, népdalok az alábbiakban részletezett hétfokú, főként modális hangsorú dallamok citerán történő megszólaltatásának analógiáját követi, a ’G’ vagy a ’C’ hang környezetében.
Ion (dúr) hangsor (nincs előjegyzés)
Mixolíd hangsor (nincs előjegyzés)
Kvártszextes-Mixolíd hangsor (1 b előjegyzés)
Dór hangsor (2 b előjegyzés)
Eol hangsor (3 b előjegyzés)
Kvartszextes-fríg hangsor (3 b előjegyzés)
Fríg hangsor (4 b előjegyzés)
Líd hangsor (1 # előjegyzés)

## A citera hangolása
A citerán található húrokat úgynevezett húrcsoportokra oszthatjuk. Ennek megfelelően megkülönböztetünk dallamhúrokat, basszushúrokat és kísérő vagy zengőhúrokat. A dallamhúrok a kombinált fogólapon találhatók. Kombinált, mert a fogólap két részből áll: a diatonikus fogólapból (mint a zongora fehér billentyűi) és a pentaton fogólapból (mint a zongora fekete billentyűi). A gyakorlatban ezzel a fogólap-típussal találkozhatunk, a tisztán diatonikus fogólappal készült hangszerek néhány példánya a legkésőbbi időkig a Dunántúlon, Somogy és Baranya megyében voltak fellelhetőek. A dallamhúrok száma eltérő lehet, de általában 4+3 vagy 3+2 db (diatonikus + pentaton). Azonos hangra vannak felhangolva, ami általában ’G’. A ’G’ hangra történő hangolás esetén a harmadik érintőnél fogott hang ’C’ lesz. A citerások azt a hangot mondják ’C’-nek, de ha a dallamhúrok alaphangolása eltér a ’G’ hangtól, akkor a játszott ’C’ hang helyett más hangzik. A legfontosabb, hogy az „üres” dallamhúr hangja és a mindig ’C’ hangnak mondott hang között T4 hangköz van. (Gyakori, hogy a dallamhúrok alaphangolása nem ’G’, hanem ’Gisz’ vagy ’A’, ekkor ha a citerás ’C’-t játszik, valójában  ’Cisz’ vagy ’D’ szól.)
Az összes többi húr a dallamhúrokhoz viszonyítva van hangolva. A következő húrcsoport a basszushúrok. Ezek száma általában három, de ezek számában is lehetnek eltérések. Hangolásuk a következőképpen alakul: „kisbasszus”, ami a diatonikus fogólap harmadik érintőjén lévő (’C’) hangra van hangolva, ezt követi a „középbasszus”, ami a dallamhúrok alsó oktávjára, és a „nagy basszus”, ami a diatonikus fogólap harmadik érintőjén lévő (’C’) hang alsó oktávjára van hangolva.
A kísérőhúrok (vagy zengőhúrok) hangolása.
Ezek számában lehet a legnagyobb eltérés, mert 3-8 darab is lehet. Ennek száma függ az oldalfejek (kisfejek) számától és attól, hogy az egyes kisfejekre hány húrt tesznek (1-2 db). A hangolásuk tematikája követi a basszushúrokéit a következőképpen. (Itt most 4 darab zengőhúrt veszünk alapul.) A „nagybasszus húrt” követően általában van egy zengőhúr, ami még a főfejen található, ennek hangolása megegyezik a dallamhúrok alaphangolásával. Az ezt követő zengőhúr ennek felső kvartjára van hangolva, vagyis a diatonikus fogólap harmadik érintőjén lévő hangra (a leggyakrabban ’C’), az ezt követő zengőhúrt a dallamhúrok alaphangjának felső oktávjára, és azt ezt követő kísérőhúrt a diatonikus fogólap harmadik érintőjén lévő (általában ’C’) hang felső oktávjára hangolják.
A citerák pontos hangmagasságuk (alap - basszushúrok - zengőhúrok)

Prím citera (szoprán hangmagasság)

Tenor citera (alt hangmagasság)

Basszus citera (bariton hangmagasság)

Bőgő citera (basszus hangmagasság)

A „klasszikus” C-G hangolás mellett léteznek F-C hangolású hangszerek is, amelyek csak méretükben térnek el az előbb leírtaktól.

## Kapcsolódó szócikk
- Anton Karas(wd) (1906–1985) osztrák citeraművész, zeneszerző (A harmadik ember)